# Historická geografie

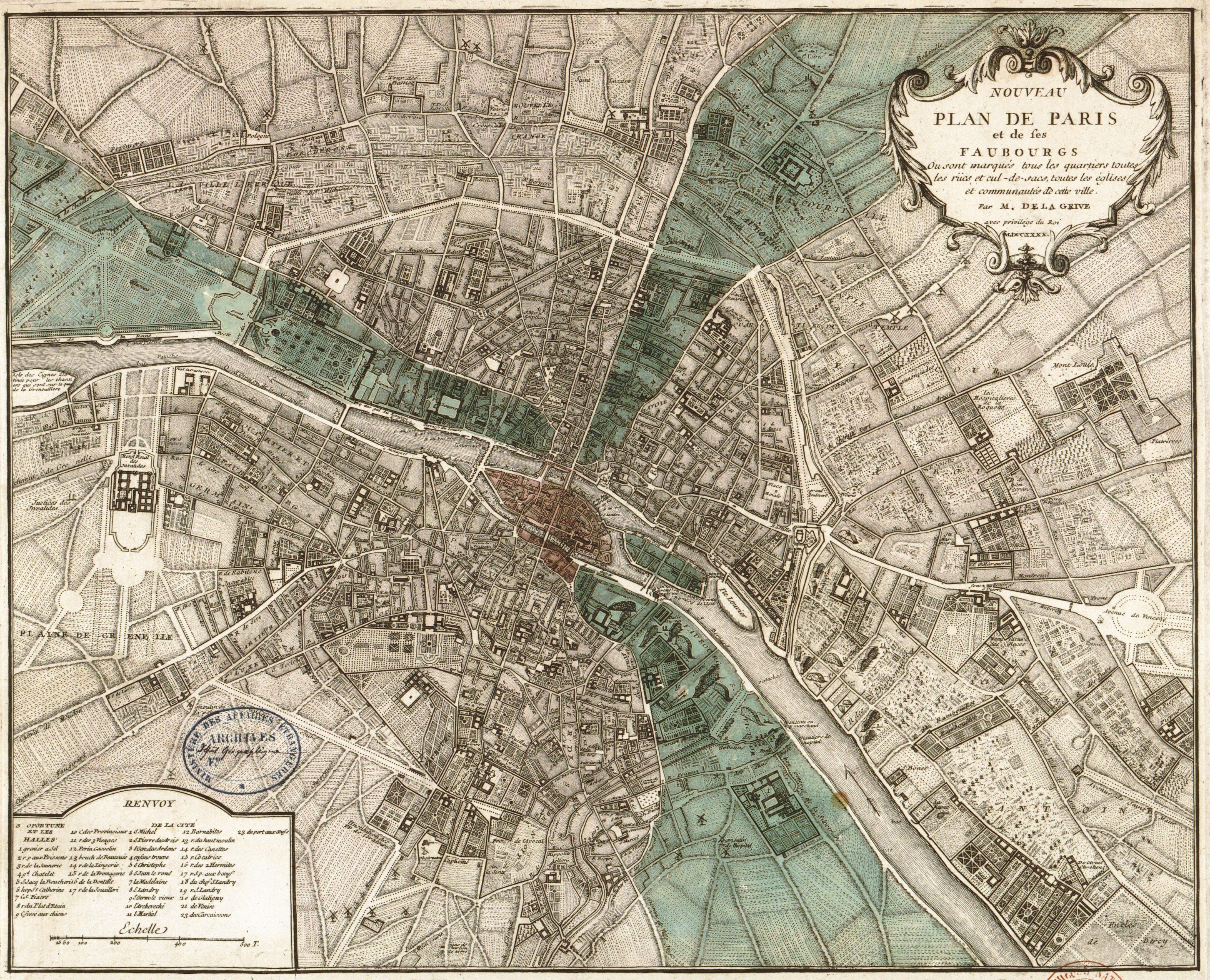
Mapa Paříže z roku 1740

Historická geografie je vědní disciplína, studující proměny geografického prostoru v čase. Jde o interdisciplinární vědní disciplínu stojící mezi geografií a historií.
Historická geografie zkoumá územní celky a historické cesty mezi nimi, jako je např. jantarová stezka nebo norimberská cesta.

## Zrod historické geografie
Historickou geografií se významněji zabývala francouzská historická škola Annales, především jeden z představitelů její první generace, Lucien Febvre. Za zrodem historické geografie v českých zemích stojí František Palacký a jeho žák August Sedláček. Dnes se jí věnuje Eva Semotanová, která se soustředí především na vydávání map.

## Vymezení
V současnosti je historická geografie často definována jako interdisciplinární věda – to platí pro současnou českou historickou geografii, ale také pro historickou geografii v jiných regionech, především v Americe, západní Evropě, Austrálii, Japonsku a Číně. Nicméně jsou i jiné myšlenkové proudy, které definují historickou geografii jinak: jako součást regionální vlastivědy (v Česku Šimák, Roubík, Hosák), jednu z pomocných věd historických (také Roubík, Kašpar, Otto Zwettler), jako obor, jehož součástí jsou příbuzné vědní disciplíny (Horák) anebo jako jednu z geografických věd (Ota Pokorný).
Historická geografie je úzce svázána s historickými disciplínami jako je archeologie, hospodářské dějiny, dějiny osídlení, s právem, s geografickými disciplínami, s historickou demografií, toponomastikou, architekturou a urbanismem, kartografií, geodézií, geologií, botanikou, klimatologií, pedologií a ekologií.

## Seznam historických územních celků
- Braniborsko, Budyšínsko, Donínsko, Hlučínsko, Horní Falc, Chebsko, Kladsko, Loketsko, Lucembursko.[3]
- Lužice, Míšeňsko, Opavsko, Slezsko, Trutnovsko, Valticko, Vitorazsko, Nové Čechy, Žitavsko (Záhvozd).[3]